# Venarey-les-Laumes
Venarey-les-Laumes is een gemeente in het Franse departement Côte-d'Or (regio Bourgogne-Franche-Comté). De plaats maakt deel uit van het arrondissement Montbard. Venarey-les-Laumes telde op 1 januari 2022 2.758 inwoners.

## Geografie
De oppervlakte van Venarey-les-Laumes bedroeg op 1 januari 2022 10,23 vierkante kilometer; de bevolkingsdichtheid was toen 269,6 inwoners per km².
De onderstaande kaart toont de ligging van Venarey-les-Laumes met de belangrijkste infrastructuur en aangrenzende gemeenten.

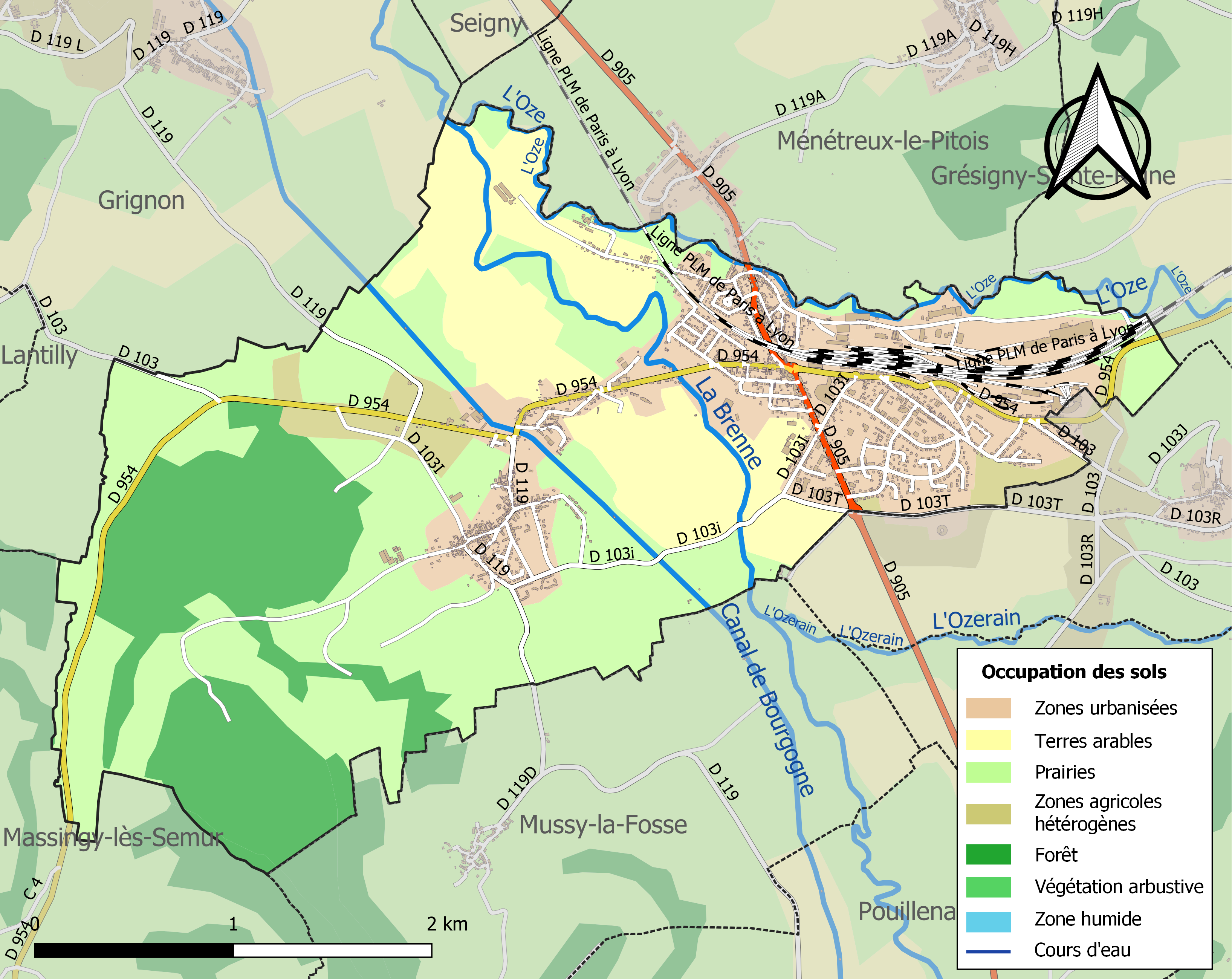

## Demografie
Onderstaande figuur toont het verloop van het inwonertal (bron: INSEE-tellingen).